# 鐵甲奇俠 (電影)
《鋼鐵人》（英語：Iron Man）是一部於2008年上映的美國超級英雄電影，本片由強·法夫洛執導，馬克·費格斯、霍克·奧斯比、阿特·馬庫姆和馬特·霍洛威共同撰寫劇本，改編自漫威漫畫旗下的同名超級英雄角色鋼鐵人。本片由漫威影業製作，並由派拉蒙影業負責發行，為漫威電影宇宙的第一部作品，由小勞勃·道尼、泰倫斯·霍華、傑夫·布里吉、肖恩·托布、葛妮絲·派特洛及強·法夫洛主演，劇情講述身兼企業家與發明家的東尼·史塔克在被恐怖分子綁架時打造出一套鋼鐵人動力服，進而成為擁有先進技術的超級英雄「鋼鐵人」。
自1990年以來，鋼鐵人的電影改編權先後由環球影業、二十世紀福斯和新線影業持有，但都遇到難題無法拍成，最後漫威影業在2005年拿回了改編權，並從頭開始籌拍該片。本片的主體拍攝於2007年3月中旬開始，同年6月底結束，拍攝地點位於美國加利福尼亞州各地。特效總監兼化妝師史丹·溫斯頓和自己的工作室打造了片中的鋼鐵人裝甲。光影魔幻工業負責製作片中的大多數特效，配樂由拉敏·賈瓦帝創作。
《鋼鐵人》於2008年4月14日在澳洲悉尼首映，並於同年5月2日於美國上映。本片相當賣座，全球總票房收入超過5.85億美元，並獲得普遍影評人的好評，影評人主要稱讚小勞勃·道尼在片中的演技。美國電影學會將本片選入年度十大佳片之一。除此之外，本片還奪下奧斯卡金像獎兩個獎項的提名，分別是最佳視覺效果獎和最佳音效剪輯獎。續集《鋼鐵人2》於2010年5月7日在美國上映。2022年12月，美國國家電影保護局宣佈將該片列入國家影片登記表永久保存。

## 劇情
天才發明家兼企業家東尼·史塔克在21歲時繼承亡父霍華·史塔克的史塔克工業；表面上是愛國者，私底下卻是自戀自負的花花公子，藉著販售軍火的收入逍遙自在。他與摯友兼空軍上校詹姆斯·羅德到阿富汗演示完最新科技導彈「耶利哥」（Jericho），前往機場回美國的途中遭到一群武裝民兵襲擊。護衛隊全軍覆沒後，四處躲藏的東尼被一顆出產於自己公司的火箭推進榴彈炸傷胸腔。許久後，東尼在一座洞穴中清醒，發現自己的胸部中央被安裝上一個連接汽車蓄電池的電磁鐵，幫他動手術的男子伊申解釋他身體裡的彈片插得過深而無法取出，只能靠這枚電磁鐵來避免他的心臟受損害。
東尼得知他們被武裝組織十環幫俘虜，組織所有人都持有大量來自史塔克工業的槍械，首領拉扎脅迫東尼幫他們製造一系列耶利哥導彈來換取自由。深知對方不會輕易釋放他的東尼表面合作，暗中開始安排逃亡計畫。得到所需材料後，東尼設計出一架以反應爐發電的鋼鐵動力服作為逃生器具，同時取出原型導彈中的金屬鈀，用一堆破銅爛鐵拼湊成小型方舟核反應爐替代身上的電磁鐵；其每秒會產生30億焦耳電量。幾個月下來，東尼與伊申全心投入製作動力服，耐不住性子的拉扎下令隔天就是最後期限。東尼抓緊時間完善動力服，設置好啟動程序後等待幾分鐘的運行，伊申發現時間來不及後，拿著一把槍衝出去拖延時間後身中數槍。東尼等動力服正式啟動後出動，殺出一條血路至洞穴外，奄奄一息的伊申因家破人亡而決定赴死，最後提醒東尼不要浪費生命。
東尼衝出洞穴後用噴火器燒毀整座基地後利用噴射裝置飛離，直到動力服耗盡電量而墜毀在沙漠中，但也幸運地被巡邏美軍找到而獲救。回美國後，東尼直接召開新聞發佈會，宣佈會徹底將史塔克工業改頭換面，其秘書小辣椒·波茲、羅德以及史塔克工業副總裁歐巴戴·史坦恩看到他煥然一新後十分震驚；而一名來自政府部門神盾局的探員菲爾·考森找上小辣椒打算知道東尼失蹤時的細節。東尼絲毫沒有被外界的質疑影響，藉由小辣椒的幫助更換上全新的反應爐心臟，也開始著手建造新型的戰甲。東尼在自己宅邸的地下工作室工作幾天幾夜，做出一套整合型的實驗第二代動力服，完成後立刻進行各種測試藉以應對各種情況。與此同時，拉扎在沙漠中回收東尼的動力服碎片，用洞穴裡留下的設計圖將其再度拼湊起來，認為該科技若是大量生產足以稱霸世界。
東尼出席迪士尼音樂廳的宴會，曾與東尼有過一夜情的女記者克莉絲汀·艾維哈給東尼觀看一系列伊申的老家古米拉小鎮被十環幫襲擊的照片。東尼發現是歐巴戴將武器賣給十環幫後，為了制止自己的武器繼續肆虐那裡，於是身換上色過的第三代動力服飛到小鎮，摧毀十環幫的勢力並拯救所有村民。但東尼回去的途中被阿富汗美軍基地探測到，美軍為以防萬一而派遣兩架F-22戰機進行攔截，東尼在意外毀掉一架戰機后得以逃脫。懸賞東尼性命的幕後黑手歐巴戴來到十環幫的營地，奪走原始動力服與設計圖且血洗營地，召集一群精英工程師根據設計圖，靠逆向工程為他量身私造出一架巨型動力服。
小辣椒碰巧撞見正在脫動力服的東尼，原本不讚成他冒生命危險的舉動，但還是幫助東尼到歐巴戴的電腦前竊取武器販賣資料。而她剛好發現歐巴戴正在私下製造一套巨型動力服，以及他跟十環幫勾結的錄影證據，立即將所有證據複製交給考森。為了迅速取得動力服的供應能源，歐巴戴伏擊在家的東尼，搶走他身上的反應爐心臟。東尼忍著虛弱及時換回原始的反應爐心臟而保住一命，當時已得知真相的羅德按照東尼的意思，指示軍方戰鬥機無需干預。小辣椒隨著考森去逮捕歐巴戴時，歐巴戴駕駛著他研製的動力服「鐵霸王」衝出去。東尼到達後使出渾身解數與歐巴戴對打，但因受制原始反應爐心臟出力不斷衰退而處於下風。在屋頂的決戰中，東尼暗中讓小辣椒釋放大型反應爐的能量，使站在屋頂邊緣的歐巴戴直接被釋出的高壓電重創，最後連同動力服掉進反應爐中葬身火海。
東尼獲救後得知媒體已經將身穿戰甲的他取名為「鋼鐵人」，並與小辣椒一同感謝考森的協助。接著他來到新聞發佈會上本想利用軍事演習為理由掩蓋實情，但最後在演講時選擇放下手中的演講稿，向眾人公開他的鋼鐵人身份。在片尾彩蛋中，神盾局局长尼克·福瑞來到東尼家中，告訴東尼他並不是世界上唯一的「超級英雄」，並打算與他討論一個《復仇者聯盟方案》。

## 演員

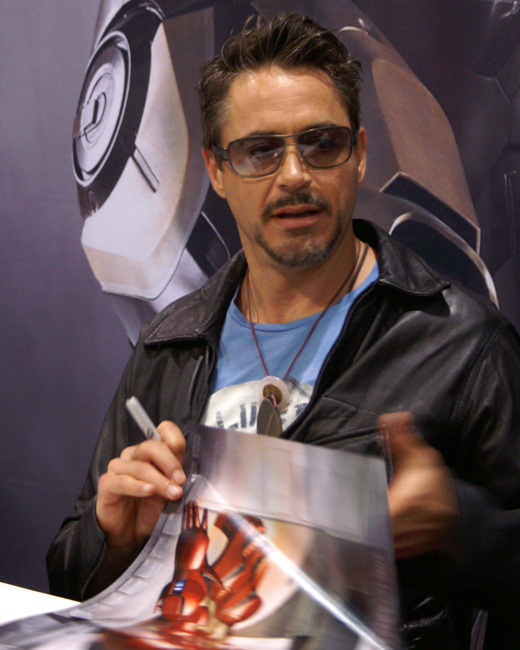
主演小勞勃·道尼在2007年聖地牙哥國際漫畫展上為該片宣傳

- 小勞勃·道尼飾演東尼·史塔克 / 鋼鐵人，一名實業家、天才發明家和花花公子，史塔克工業（英语：Stark Industries）的首席執行長和美國軍方的主要軍火製造商。

導演強·法夫洛表示，道尼過去的人生經歷使他成為該角的演員人選，認為道尼可以讓東尼·史塔克給人一種「討喜的混蛋」的感覺；不過要是這角色贏得了觀眾的心，道尼同樣能詮釋出東尼的心路歷程。法夫洛很喜歡道尼在電影《吻兩下打兩槍》（2005年）中的演出。道尼自己亦是鋼鐵人的粉絲，常與《吻兩下打兩槍》的導演沙恩·布萊克討論《鋼鐵人》的劇本和對白。前期製作期間，他在法夫洛隔壁有間辦公室，使他更能參與編劇作業。道尼在劇本中加入了許多幽默的成份。在訪談中，道尼被問到是否有詮釋該角上的難題時回答「的確是有的，就在東尼不再自我中心和無視道德，打算做點事情時。我通常很討厭超級英雄電影的一點，就是當你正在探索他時，他突然大轉變，嚷著『讓咱們去做點好事！』（……）我認為不要讓他一下子轉變太大是很重要的」。為了飾演該角，道尼每週花五天進行重量訓練及武術訓練，鍛鍊體魄。他表示這讓他受益匪淺，因為「在鋼鐵裝裡待了數個小時後很難不崩潰。我回想訓練的那段時光來療癒自己，好熬過每一天」。道尼為了飾演東尼還特別蓄起了山羊鬍。
- 泰倫斯·霍華飾演詹姆斯·羅德，美國空軍武器開發部中校，東尼的摯友。

法夫洛之所以會選上霍華，是因為他認為霍華能在續集中飾演戰爭機器。為了飾演該角，霍華於2007年3月16日參訪内利斯空军基地，與飛行員共進餐點及觀察西科斯基HH-60鋪路鷹直升機和F-22猛禽戰鬥機。霍華與父親都是鋼鐵人的粉絲，部分原因是羅德是他小時候少數的黑人超級英雄。自從觀賞道尼在1985年主演的電影《摩登褓姆》後，霍華就成為道尼的粉絲。
- 傑夫·布里吉飾演歐巴戴·史坦恩，史塔克工業的副總裁，東尼的朋友，但實際上私下販售武器給犯罪組織十環幫（英语：Ten Rings (organization)）。布里吉從小就會看漫畫[17]。為了飾演該角，布里吉剃了光頭還留了鬍子[17]。許多有關布里吉的橋段後來遭到刪減，好讓劇情聚焦在東尼身上，不過編劇們認為憑藉布里吉的出色演技，歐巴戴的戲份少些也無妨[18]。

- 肖恩·托布飾演胡伊申，十環幫的俘虜，在東尼身上安裝機器心臟以防止彈殼碎片抵達心臟，協助他打造第一套鋼鐵人動力服[19][20]。

- 葛妮絲·派特洛飾演小辣椒·波茲，東尼的私人秘書及女友。

為了飾演該角，派特洛請漫威漫畫把他們認為有助於她了解小辣椒的漫畫寄給她。派特洛認為小辣椒這個角色非常聰明、沉著冷靜且有判斷力。法夫洛希望小辣椒和東尼的關係能讓人回想起1940年代的喜劇。
此外，法倫·泰賀在片中飾演十環幫的領袖拉扎；保羅·彼特尼聲演東尼的人工智慧電腦兼虛擬管家賈維斯；萊絲莉·比伯飾演《浮華世界》記者克莉絲汀·艾維哈；克拉克·格雷格飾演神盾局探員菲爾·考森。威爾·萊曼為片中頒獎典禮上的司儀配音。導演強·法夫洛在片中飾演東尼的保鑣兼司機快樂·霍根。山繆·傑克森在片尾彩蛋中飾演神盾局局長尼克·福瑞。
漫威漫畫家史丹·李在劇院版中客串於派對橋段，卻被東尼誤認為，東尼簡單地稱呼李為「休」，沒看他的臉就走了過去；而在另一個版本中，東尼發現他認錯人了，但是李說：「不要緊，別人老是把我和他搞混」。片中吉他音樂的演奏者湯姆·莫雷羅客串飾演恐怖份子。吉姆·克萊莫在片中客串飾演自己。歌手鬼臉煞星客串在東尼在杜拜的橋段中，但該橋段後因步調的問題而被剪掉，未出現在院線版本中。

## 製作

### 籌備
1990年4月，環球影業買下了鋼鐵人的電影改編權並計劃拍攝一部低成本電影，電影將由史都華·戈登執導。1996年2月，二十世紀福斯又從環球影業的手中買下了改編權。1997年1月，尼可拉斯·凱吉表示有興趣飾演鋼鐵人。1998年9月，湯姆·克魯斯亦表示有意製作並主演該片。傑夫·凡特與鋼鐵人的作者之一史丹·李一同為二十世紀福斯創作出一個故事，並由傑夫·凡特改寫成劇本。在該劇本中，鋼鐵人有了全新的科幻色彩背景故事，而且反派是魔多客。二十世紀福斯的製片總裁湯姆·羅斯曼稱讚該劇本終於讓他瞭解了鋼鐵人。1999年5月，傑佛瑞·肯恩（Jeffrey Caine）受聘重寫傑夫·凡特和史丹·李的劇本。同年10月，昆汀·塔倫提諾被找上擔任編劇和執導。12月，二十世紀福斯將版權賣給了新線影業，並解釋說，雖然傑夫·凡特和史丹·李的劇本強而有力，但他們已經有太多漫威超級英雄電影在籌拍中，「無法全都拍出來」。
到了2000年7月，泰德·艾略特、泰瑞·羅西歐與提姆·麥肯尼斯正在為新線影業撰寫劇本。麥肯尼斯在他的劇本中加入尼克·福瑞客串的點子，為尼克·福瑞的個人電影埋下基礎。2001年6月，新線影業與鋼鐵人的粉絲喬斯·溫登討論有關執導該片的事宜。2002年12月，麥肯尼斯交出了一份大功告成的劇本。新線影業採用「獨特」的編劇方式，聘請大衛·海特、大衛·S·高耶和馬克·普魯托塞維奇，要他們「坐在一個房間裡幾天，簡單談談鋼鐵人電影」。在這之後，海特於2004年被聘來寫劇本。海特對凡特、阿爾弗雷德·高夫和麥爾斯·米勒的劇本進行改造，電影裡的反派原本是滿大人，鋼鐵人的情人則是小辣椒·波茲 。海特拿掉了滿大人，改讓東尼去對付變成戰爭機器的父親霍華·史塔克，因為他希望身為超級英雄的主角能和反派越像一鏡兩面越好。海特也將鋼鐵人的情人改成貝瑟尼·凱波。2004年12月，新線影業選上尼克·卡薩維茨擔任《鋼鐵人》的導演，計劃於2006年上映。接下來的兩年，該片的籌拍作業進行的不甚理想，且新線影業與卡薩維茨談判破裂，新線影業因此決定將鋼鐵人的版權還給漫威。
2005年11月，漫威影業從頭開始籌拍該片，並宣布《鋼鐵人》將是他們的首部獨立長片，因為鋼鐵人是他們的主要手牌中唯一還沒被拍成真人版電影過的。據助理製片人傑瑞米·拉切姆（Jeremy Latcham）所述：「我們找過大約30位編劇，他們全都拒絕了」，指出他們對這個企劃不感興趣，因為鋼鐵人相對不知名，且企劃僅由漫威獨力製作。為了建立大眾對鋼鐵人的認知，將人氣提升到能和蜘蛛人與浩克比肩的程度，漫威影業成立焦点小组，設法解決大眾普遍認為鋼鐵人只是一個機器人的情況。漫威基於焦點小組提供的情報，制定了一份企劃，內容包含在電影上映前釋出三支鋼鐵人動畫短片「鋼鐵人廣告版」（Iron Man Advertorials），由提姆·米勒和Blur Studio製作。

### 前期製作
2006年4月，強·法夫洛受聘執導該片。法夫洛一直很想和2003年電影《夜魔俠》的製片人艾維·亞拉再次合作，法夫洛為了慶祝得到這份工作而節食減肥70磅（32）。法夫洛意識到他有機會將本片拍成一部充滿勾心鬥角、野心勃勃的「終極間諜電影」，表示受到、占士·邦和1987年電影《機器戰警》的影響，並將他參與此次獨立電影製作的方式與「如果讓勞勃·阿特曼執導《超人》」和2005年電影《蝙蝠俠：開戰時刻》做比對。法夫洛打算在片中講述一位成年人在發現世界比他原本認為的還更複雜後決定改頭換面的故事。法夫洛將起源故事的舞台從越南戰爭改成阿富汗，因為他不想拍一部時代劇。馬克·費格斯、霍克·奧斯比和阿特·馬庫姆和馬特·霍洛威兩組人馬受聘分別撰寫劇本。兩部劇本接著交由法夫洛整合，最後由約翰·奧古斯特進行潤飾。法夫洛找上漫畫家馬克·米勒、布萊恩·麥可·班迪斯、喬·克薩達、湯姆·布萊佛特、阿克塞爾·阿隆索與雷夫·馬奇歐，請他們給點編劇上的建議。2006年7月，馬修·李巴提克受聘擔任本片的攝影指導。
法夫洛打算找一名新人演員來飾演鋼鐵人，因為「這種電影不必找訂金高昂的巨星；鋼鐵人就是那個巨星，超級英雄就是那個巨星。《X戰警》和《蜘蛛人》不靠巨星帶動的大成功使（高層）放心並相信電影本身就有可以吸金的優點。」。在劇本準備完畢前，法夫洛找上山姆·洛克威爾來飾演鋼鐵人，洛克威頗感興趣，但法夫洛在小勞勃·道尼參與試鏡後改變主意；洛克威後來在《鋼鐵人2》中飾演反派角色。2006年9月，道尼確定獲選飾演鋼鐵人。法夫洛之所以會選上道尼，是因為道尼過去的人生經歷使他相當適合演鋼鐵人。法夫洛解釋道：「勞勃一生的高峰和低潮大家都看在眼裡。他必須找到內在的平衡，好克服比事業還重要的障礙。這就是東尼·史塔克。」漫威反對由道尼飾演鋼鐵人，但法夫洛態度堅決，並表示：「身為導演，展現這是創作上的最佳決定是我的責任。（……）大家都知道他才華洋溢，且特別是我在研究鋼鐵人角色和籌備劇本時，發覺這個角色在好壞方面都和勞勃相符。」道尼的片酬是50萬美元。在準備拍片時，法夫洛和道尼獲伊隆·馬斯克邀請到SpaceX一遊，道尼表示：「伊隆是那種東尼也許會約出去或者開派對的人，或者說他們更像是會一起去一些奇怪的叢林之旅，與巫師一起喝些不明混合物。」
其他主演在接下來的數個月加入劇組。2006年10月，據報導，泰倫斯·霍華將飾演東尼的摯友詹姆斯·羅德。2007年1月，葛妮絲·派特洛簽約飾演東尼的情人小辣椒·波茲。同年2月，傑夫·布里吉加盟，飾演一個未知角色。唐·奇鐸曾被找上飾演羅德，他後來也在續集中取代霍華。挑選該片的反派費了劇組一番功夫，因為法夫洛覺得如果是鋼鐵人的最大死敵滿大人未免讓人感到不現實，特別是在漫畫家馬克·米勒給他建議之後。在初始構想中，滿大人是東尼的競爭對手，在史塔克工業旁有自己的建築，他最後在史塔克工業底下鑽了個洞，竊取所有史塔克科技占為己有。助理製片人傑瑞米·拉切姆稱這個點子「有夠可怕」而且「無法使觀眾激動」。法夫洛認為滿大人戒指的奇幻元素，只能在風格有所改變的後續作品才適合出現。法夫洛將滿大人在電影中降為背景故事的一部份，並拿《魔戒》中的索倫和《星際大戰》中的來做比喻。法夫洛也希望鋼鐵人在電影中面對巨人般的敵人。由鐵霸王取代滿大人的進程在演員確定是傑夫·布里吉後拍板定案，而鐵霸王原本會是續集的反派。緋紅機甲在早期草案中也是反派。另外，法夫洛認為在片中暗藏一些給漫畫粉絲們的彩蛋是相當重要的。片中的彩蛋有：試圖攔截鋼鐵人的兩架F-22猛禽戰鬥機的編號「鞭繩一號」（Whiplash 1）和「鞭繩二號」（Whiplash 2）致敬漫畫中的反派鞭狂以及美國隊長的盾牌出現在東尼的工作坊等等。
法夫洛希望能透過展示三個階段的鋼鐵人套裝的製作過程來讓該片顯得可信。曾與法夫洛合作拍過2005年電影《野蠻遊戲2：迷走星球》的特效總監兼化妝師史丹·溫斯頓和自己的工作室打造了金屬版和橡膠版的鋼鐵人裝甲。馬克一號設計的特點是讓人感覺像是用零件拼湊而成一般。其背部裝甲較前方的裝甲來的少，因為東尼會將資源挹注在向前衝鋒，這也對鐵霸王的盔甲設計埋下了伏筆。馬克一號的模型道具重90磅（41），曾有一名特技演員在內部跌倒，引發擔憂，雖然該演員和道具都無恙。該道具也被設計成可以只穿上半部。史丹·溫斯頓工作室製作出鐵霸王的巨型戰甲，是可動的機械偶，重800磅（360），高10英尺（3.0）。巨型戰甲由需要五名操作人員來操控手臂，並裝設在一個平衡環架上，好模擬走路的樣子。片中製作巨型戰甲的橋段是用戰甲的比例模型拍攝而成的。二型裝甲的設計類似飛機的原型機，有外觀可見的襟翼。原著漫畫的畫家阿迪·格拉諾夫與插畫家菲爾·桑德斯（Phil Saunders）設計了最經典的三型裝甲。格拉諾夫的漫畫設計是最主要的靈感來源，他在法夫洛的MySpace頁面上認出自己的作品後便加入劇組。桑德斯改良了格拉諾夫的概念設計，使其較為隱蔽，且比例上不那麼像卡通。桑德斯也提供了戰爭機器的裝甲設計，但其「在前期製作大概進行到一半時被從劇本上刪掉了」。桑德斯說明道，原本戰爭機器的裝甲會被稱作馬克四號，有武器化的可脫離部件，可以裝在原版的三型上，且東尼將在最終戰鬥場景中穿上四型。三型的道具斥資32萬美元製作，在接下來的《鋼鐵人2》（2010年）和《鋼鐵人3》（2013年）都有出現。2018年4月，收藏在洛杉磯秘密倉庫的馬克三號道具失竊。

### 拍攝
《鋼鐵人》的製片基地位在美國加利福尼亞州洛杉磯普雷亞維斯塔的前休斯公司片場。法夫洛之所以不選擇將該片的背景設定在美國東岸，是因為許多超級英雄電影的背景都在那兒。該片的主體拍攝始於2007年3月12日。剧组首先拍摄東尼在阿富汗被恐怖组织關在洞穴裡的橋段。為了拍攝洞穴，劇組搭了一個150至200碼（140至180）長的巨型布景。布景中設有可調整的岔路，好讓拍攝作業不會受限。美術指導J·麥可·里瓦看了一段拍阿富汗的塔班成員的影片，片中該名塔利班成員在說話時嘴巴因氣溫低而吐出了白煙，里瓦因此發現洞穴裡面應該要是很冷的，於是在布景內裝設了空調系統。為求寫實，他還去調查了獄中不得已湊合著用的東西，例如片中出現的塞了茶葉、用來泡茶的襪子。
接著，劇組前往加利福尼亚州因约县的隆派恩山拍攝東尼被擄的橋段，而其餘的阿富汗外景則在因約縣的奧蘭查拍攝。劇組在奧蘭查當地忍受了兩天的狂風吹襲。劇組在愛德華茲空軍基地的拍攝作業於4月中旬開始，5月2日結束。東尼的豪宅蓋在加利福尼亞州馬里布的峽灣坡因特杜姆。豪宅的內景是劇組實際在片場搭建布景拍攝的，不過豪宅整體因坡因特杜姆是保護區，無法在該處搭景，因此劇組只好在後期製作中透過電腦技術將豪宅整體插入鏡頭中。東尼的車庫中有四輛跑車，包含1932年式的福特Flathead敞篷車（車身彩繪了火焰裝飾）、橘色薩林S7跑車、1967年式的藍色Shelby Corbra跑車及世界上第一款量產的電動跑車特斯拉Roadster。片中戰鬥機飛行員因墜機而被迫跳傘的橋段在風洞拍攝。《鋼鐵人》於2007年6月25日在內華達州拉斯維加斯的凱薩宮酒店殺青。
片中有許多對白是即興創作的，因為劇本在開拍時仍未完成（劇組忙著讓劇情合理及規劃動作場面）。法夫洛認為即興創作能讓電影更自然。有些橋段是用兩台攝影機拍攝而成的，好捕捉該橋段中演員的台詞。因為道尼每次都想即興創作，所以每個橋段都要拍好幾次。東尼在演講時請聽眾坐在地板上就是道尼的點子，他也創作了東尼在展示科技導彈「耶利哥」時所做的演講。片尾的關鍵台詞「我是鋼鐵人」亦是小勞勃·道尼即興創作的，而這句台詞後來二度出現在2019年電影《復仇者聯盟：終局之戰》中，是鋼鐵人在自我犧牲前説的最後一句話，並且也是道尼即興發揮額外增加的。因為這些即興創作，布里吉認為該片因此成了「預算達2億美元的學生電影」，並表示主演們這麼做帶給了漫威高管壓力。他還提到，在某些時候，他與道尼會互換角色進行彩排，感覺一下自己的對白聽起來如何。
漫畫家布萊恩·麥可·班迪斯為尼克·福瑞客串的橋段寫了三頁對白，劇組從中選出了最棒的台詞進行拍攝。法夫洛表示，这段镜头等於是“给粉丝们的一点小提示……让他们知道这是《复仇者联盟》的开局”。山繆·傑克森只在片场工作了一天，这天现场的劇組人员也很少，避免他客串的消息泄露。雖然如此，傳言幾天後就在網路上傳了開來。漫威工作室的總裁凱文·費吉隨後從所有試映版本中刪去了該橋段，好保持驚喜並讓粉絲們繼續猜測。

### 特效
法夫洛相當擔心實際道具服和電腦特效間的差異是否太過明顯。在看完2007年電影《神鬼奇航3：世界的盡頭》和《變形金剛》後，他聘請了光影魔幻工業負責製作片中大多數的特效。孤兒院特效公司和大使館特效公司也製作了片中的一些特效，其中後者製作了一型的電腦特效。為了用特效打造更精緻的鋼鐵人裝甲，道尼有時只穿著動作捕捉衣拍片。三型飛行的鏡頭是用電腦動畫拍成的。

### 音樂
為該片譜寫配樂的作曲家拉敏·賈瓦帝從小就是鋼鐵人的粉絲，並表示自己總是很喜歡「那些並無超能力的超級英雄」。《鋼鐵人》的配樂原定由導演強·法夫洛的長期合作夥伴約翰·戴柏尼負責創作，但他後來因故無法為該片配樂，賈瓦帝便毛遂自薦接手戴柏尼的工作。法夫洛認為該片的配樂應該是重金屬音樂和吉他樂，因為東尼比傳統的超級英雄更像個搖滾巨星。賈瓦帝譜寫的配樂多為吉他樂，他在譜完曲後將其交給樂團演奏。賈瓦帝在譜曲期間得到了配樂家漢斯·季默和季默的公司遙控製作公司的幫助。討伐體制樂團的吉他手湯姆·莫雷羅負責演奏片中的吉他樂。《鋼鐵人》中還出現了1966年卡通《漫威超級英雄》的主題曲（經過改編）。該片的電影原聲帶於2008年4月29日由獅門唱片發行。

## 宣傳與市場行銷

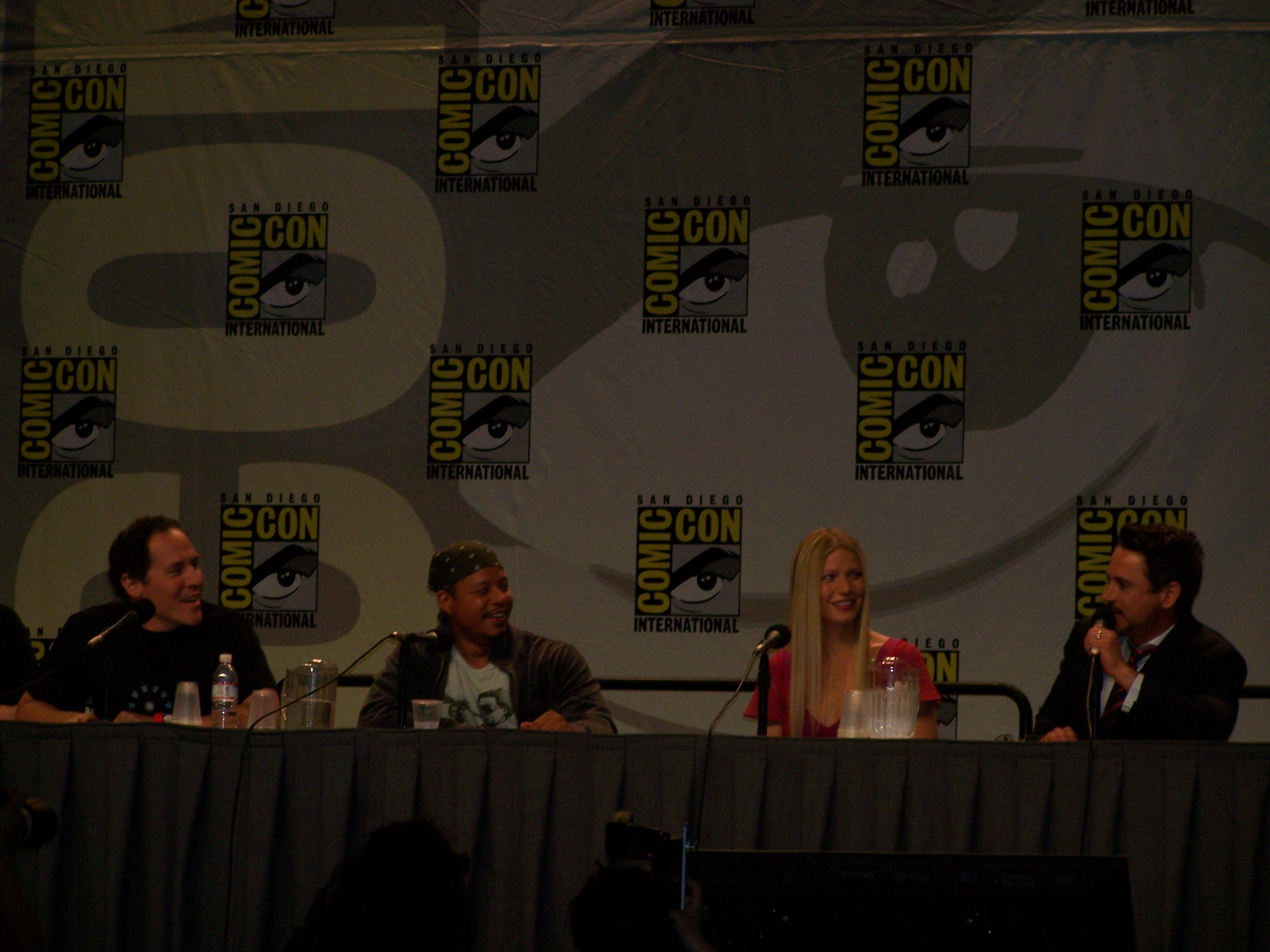
導演強·法夫洛、主演泰倫斯·霍華、葛妮絲·派特洛與小勞勃·道尼在2007年聖地牙哥國際漫畫展上為該片宣傳

2006年聖地牙哥國際漫畫展上，官方釋出了該片的前導漫畫海報。《鋼鐵人》在2007年聖地牙哥國際漫畫展上有個專題小組。導演強·法夫洛在該展上宣傳該片時展出一段獨家片段，廣受好評。主演小勞勃·道尼、泰倫斯·霍華、葛妮絲·派特洛和漫畫家史丹·李也出席了現場。2007年10月，派拉蒙影業釋出了新的電影海報。隔年3月，官方釋出了兩張最終版本的電影海報，一張是美國版本，一張是國際版本。
漫威與派拉蒙影業對《鋼鐵人》的行銷手法仿效自《變形金剛》（2007年）。2008年5月，SEGA在多個平台上發布了改編自該片的同名商業搭配電玩，主演小勞勃·道尼、泰倫斯·霍華與肖恩·托布在電玩中為他們的角色配音。該片的一支30秒廣告在第42屆超級盃電視轉播的休息時間播出。派拉蒙影業還與美國約6,400間7-Eleven便利商店及LG集團合作宣傳《鋼鐵人》。孩之寶推出了鋼鐵人、鈦甲人（出現在電玩中）及漫畫《浩克世界大戰》中的鋼鐵人裝甲的玩具模型。在世界各地，協助該片促銷的企業有汉堡王和奧迪等。法夫洛奉命為速食連鎖店導演置入性行銷廣告，同《變形金剛》的導演麥可·貝一樣。在片中，東尼的座車是奧迪R8，且他在從恐怖組織手中給救出來後說要吃份汉堡王的「美式起司汉堡」，這些置入性行銷都是派拉蒙影業與合作企業的協議之一。其他三款奧迪出廠的車奧迪S6轎車、奧迪A5跑車及奧迪Q7休旅車也出現在片中。同協助宣傳《變形金剛》的企業通用汽車一樣，奧迪架設了一個行銷網站。軟體公司甲骨文公司也在自己的網站上宣傳該片。漫威推出了數本《鋼鐵人》的商業搭配漫畫。

## 发行

### 上映
《鋼鐵人》于2008年4月14日在澳大利亚雪梨乔治街的大聯盟電影院舉行首映禮，接著於同年5月2日在美國院線上映，而其他地區則大多提早在4月30日上映。美國電影協會（MPAA）以片中有「一些打戲、暴力和帶有性意味的橋段」為由將電影評為PG-13級，意味著片中含有部分家長可能認為不適合13歲以下觀眾觀看的內容，建議家長需特別注意。

### 家庭媒體
在美國，《鋼鐵人》的DVD及藍光光碟於2008年9月30日由派拉蒙家庭媒體發行公司發行，而歐洲地區的發行日期則是10月27日。在美國，該片的DVD於發行首週賣出約424萬份，進帳約7,790萬美元，排名當週第一。截至2020年1月，該片已在家庭媒體方面收穫了約1.98億美元的收益。片中，東尼在宣布他是鋼鐵人前讀著報紙。報紙上的圖片是業餘攝影師羅尼·亞當斯（Ronnie Adams）在該片拍攝時偷拍的照片，亞當斯因此於2008年9月對派拉蒙影業和漫威提起訴訟，派拉蒙影業只好修改DVD中的該鏡頭。美國企業沃爾瑪獨家發行的DVD版本收錄有動畫電視劇《鋼鐵人：裝甲冒險》的搶先看片段。《鋼鐵人》也收錄在《漫威電影宇宙——第一階段：復仇者集結》（Marvel Cinematic Universe: Phase One – Avengers Assembled）10碟套裝中。該套裝收錄了所有漫威電影宇宙第一階段的電影，由華特迪士尼家庭娛樂於2013年4月2日發布。2021年11月12日，Disney+上架了该电影的IMAX增强版。

## 迴響

### 評價
《鋼鐵人》收穫了多數影評人的好評。根据評論匯總网站爛番茄汇总的279篇评论文章，94%的评论家给予该作正面评价，使之獲得「認證新鮮」標識。该网站总结的评论家共识是“導演強·法夫洛與主演小勞勃·道尼成就了這部高明且高衝擊力的超級英雄電影，即使不是漫畫迷也可享受”。在Metacritic上，38位影評人共給予了79分的分數（滿分100分），這部電影獲得了「普遍好評」。據CinemaScore進行的調查，觀眾的平均評價於A+至F間落於「A」。
《綜藝》的影評人陶德·麥卡錫對道尼的表現和該片的特效予以好評，並稱讚該片是「有著清新活力、豪爽大方且有趣的特效饗宴」。《好萊塢報導》的柯克·霍尼卡特（Kirk Honeycutt）對《鋼鐵人》讚譽有加，但對鋼鐵人與反派歐巴戴的決鬥感到失望，「歐巴戴是怎麼學會操縱裝甲的？」《新聞日報》的法蘭克·洛夫西稱讚了片中的情感、演員的演技和「乍看之下頗合理的科學」，認為這些元素讓該片在忠於原著的同時還更上一層樓。IGN的陶德·吉爾克里斯（Todd Gilchrist）認為道尼是全片的亮點，並稱讚了眾主演的演出。《紐約時報》的影評人A·O·史考特形容該片是「一部極為出色的超級英雄電影，或至少——因為該片仍有一些缺點——也稱得上一部好片」。
《紐約》雜誌的大衛·艾德爾斯坦認為該片是一部「講述虛構故事的優美電影」，並在評論中寫道「導演強·法夫洛並沒有採用漫畫式的風格，至少在前半段沒有。他採用逼真的風格，你會以為你在看一部軍事驚悚片」。《芝加哥讀者報》的J·R·瓊斯（J. R. Jones）在影評中稱讚了道尼的演技。網站黑暗地平線的加斯·富蘭克林（Garth Franklin）稱讚了片中「令人印象深刻的布景和力學，與電腦動畫無縫接合」，但認為「全片毫無原創性和突破性」。
也有影評人給予該片較為負面的評價。《紐約客》的大衛·丹比認為全片「有些陰鬱」。《洛杉磯時報》的肯尼思·圖蘭在影評中寫道，「該片有些零散，（……）不同於其片名《鋼鐵人》中那一體成形的元素『鐵』，這部片比較像是一塊『合金』，由許多不同且不連貫的東西組合而成」。Time Out的大衛·珍金斯（David Jenkins）給予《鋼鐵人》3顆星（滿分5顆）的評價，認為該片聚焦在電腦特效和道德問題上，既沒有《蜘蛛人》（2002年）的活力，也沒有《蝙蝠俠：開戰時刻》（2005年）的深度。

### 票房
截至下檔日，《鋼鐵人》在美國及加拿大地區共累積了3.184億美元的票房，加上來自其他地區的2.668億美元，全球票房共計5.852億美元，而其製片預算則是1.4億美元。
在北美，《鋼鐵人》於2008年5月2日星期五與愛情喜劇片《新郎不是我》同步上映。該片於星期四的晚場進帳約350萬美元，並於星期五上映當天收穫3,520萬美元。首映週末三天統計下來，該片共透過4,105家電影院進帳了約9,860萬美元的票房，排名當週第一。該票房成績使《鋼鐵人》成為2008年北美首映週末票房第三高的電影，僅次於《蝙蝠俠—黑夜之神》（約1.584億美元）和《印第安納瓊斯：水晶骷髏王國》（約1.001億美元）。根據派拉蒙影業的調查，首映週末的觀眾中有65%是男性，25歲以上的觀眾佔55%。隔週末，該片收穫5,120萬美元，下跌了48%，擊敗新片《頭彩冤家》和《駭速快手》蟬聯票房冠軍。Box Office Mojo的編者指出，雖然首週的票房成績沒有2007年同期的漫威電影《蜘蛛人3》那麼高，但次週票房的跌幅遠小於後者，2003年同一時段上映的《X戰警2》也沒有如此表現。第三個週末，該片進帳3,180萬美元，較上週下跌38%，排名第二，僅次於新片《納尼亞傳奇：賈思潘王子》。2008年6月18日，該片成為當年首部北美票房突破3億美元大關的電影。
除了北美以外，該片前五大的市場分別為英國（約3,382萬美元）、南韓（約2,516萬美元）、墨西哥（約1,972萬美元）、法國（約1,919萬美元）及澳大利亚（約1,888萬美元）。《鋼鐵人》是2008年北美票房第二高的電影，僅次於《蝙蝠俠—黑夜之神》（約5.333億美元），也是2008年全球票房第八高的電影。
| 上一届： 《寶貝媽媽》 | 2008年美國週末票房冠軍 第18週至19週 | 下一届： 《納尼亞傳奇：賈思潘王子》 |

### 榮譽
| 年份   | 獎項                       | 類別                               | 獲獎或入圍者                                                            | 結果 | 來源            |
| ------ | -------------------------- | ---------------------------------- | ----------------------------------------------------------------------- | ---- | --------------- |
| 2008年 | 2008年MTV電影大獎          | 最佳夏季電影                       | 《鋼鐵人》                                                              | 獲獎 | [ 149 ]         |
| 2008年 | 2008年青少年票選獎         | 電影票選獎：動作片                 | 《鋼鐵人》                                                              | 提名 | [ 150 ]         |
| 2008年 | 2008年青少年票選獎         | 電影票選獎：動作片男演員           | 小勞勃·道尼                                                             | 提名 | [ 150 ]         |
| 2008年 | 2008年青少年票選獎         | 電影票選獎：動作片女演員           | 葛妮絲·派特洛                                                           | 提名 | [ 150 ]         |
| 2008年 | 2008年青少年票選獎         | 電影票選獎：反派                   | 傑夫·布里吉                                                             | 提名 | [ 150 ]         |
| 2008年 | 2008年尖叫獎               | 最佳科幻片/科幻電視劇女演員        | 葛妮絲·派特洛                                                           | 提名 | [ 151 ]         |
| 2009年 | 第35屆全美民選獎           | 最受歡迎電影                       | 《鋼鐵人》                                                              | 提名 | [ 152 ]         |
| 2009年 | 第35屆全美民選獎           | 最受歡迎動作片男主角               | 小勞勃·道尼                                                             | 提名 | [ 152 ]         |
| 2009年 | 第35屆全美民選獎           | 最受歡迎男主角                     | 小勞勃·道尼                                                             | 提名 | [ 152 ]         |
| 2009年 | 第35屆全美民選獎           | 最受歡迎超級英雄                   | 小勞勃·道尼（飾演鋼鐵人）                                               | 提名 | [ 152 ]         |
| 2009年 | 第15屆美國演員工會獎       | 最佳群戲演出                       | 《鋼鐵人》                                                              | 提名 | [ 153 ]         |
| 2009年 | 第21屆南加州大學編劇協會獎 |                                    | 馬克·弗格斯、霍克·奧斯比、阿特·馬庫姆和馬特·霍洛威                      | 提名 | [ 154 ]         |
| 2009年 | 第62屆英國電影學院獎       | 最佳視覺效果                       | 肖恩·马汉、约翰·尼尔森與班·史諾                                         | 提名 | [ 155 ]         |
| 2009年 | 第51屆葛萊美獎             | 最佳電影/電視劇/其他媒體配樂原聲帶 | 拉敏·賈瓦帝                                                             | 提名 | [ 156 ]         |
| 2009年 | 第7屆視覺效果學會獎        | 最佳電影視覺效果                   | 班·史諾、哈爾·希克爾、維多利亞·阿朗素與約翰·尼爾森                      | 提名 | [ 157 ]         |
| 2009年 | 第7屆視覺效果學會獎        | 年度最佳單一視覺效果橋段           | 班·史諾、韋恩·比爾海默（Wayne Billheimer）、維多利亞·阿朗素與約翰·尼爾森                | 提名 | [ 157 ]         |
| 2009年 | 第7屆視覺效果學會獎        | 最佳電腦動畫人物（真人動作片）     | 哈爾·希克爾、布魯斯·霍爾科姆（Bruce Holcomb）、詹姆斯·圖利（James Tooley）與約翰·沃克（John Walker）        | 提名 | [ 157 ]         |
| 2009年 | 第7屆視覺效果學會獎        | 最佳模型及縮小版模型（長片）       | 亞倫·麥克布萊德（Aaron McBride）、羅素·保羅（Russell Paul）、傑拉德·古茲施麥特（Gerald Gutschmidt）與健次山口（Kenji Yamaguchi） | 提名 | [ 157 ]         |
| 2009年 | 第7屆視覺效果學會獎        | 最佳影像合成（長片）               | 強納森·羅斯巴特（Jonathan Rothbart）、達夫·拉奇（Dav Rauch）、凱爾·麥克卡洛克（Kyle McCulloch）與肯特·西基（Kent Seki）  | 提名 | [ 157 ]         |
| 2009年 | 第81屆奧斯卡金像獎         | 最佳視覺效果                       | 约翰·尼尔森、班·史諾、丹·苏迪克和肖恩·马汉                              | 提名 | [ 158 ]         |
| 2009年 | 第81屆奧斯卡金像獎         | 最佳音效剪輯                       | 法蘭克·尤爾納與克里斯多福·博伊斯                                        | 提名 | [ 158 ]         |
| 2009年 | 2009年兒童票選獎           | 最受歡迎電影                       | 《鋼鐵人》                                                              | 提名 | [ 159 ]         |
| 2009年 | 第14屆帝國獎               | 最佳影片                           | 《鋼鐵人》                                                              | 提名 | [ 160 ]         |
| 2009年 | 第14屆帝國獎               | 最佳男主角                         | 小勞勃·道尼                                                             | 提名 | [ 161 ]         |
| 2009年 | 第14屆帝國獎               | 最佳科幻/奇幻/超級英雄電影獎       | 《鋼鐵人》                                                              | 提名 | [ 162 ]         |
| 2009年 | 2009年金牛座世界特技獎     | 最困難的打戲                       | 《鋼鐵人》                                                              | 獲獎 | [ 163 ]         |
| 2009年 | 2009年金牛座世界特技獎     | 最佳特技協調員/第二組導演          | 湯瑪斯·R·哈珀（Thomas R. Harper）、菲爾·尼爾森（Phil Neilson）與基斯·沃拉爾德（Keith Woulard）                   | 提名 | [ 163 ]         |
| 2009年 | 2009年金牛座世界特技獎     | 最佳火焰特技                       | 麥克·賈尤斯特斯（Mike Justus）、達米安·莫雷諾（Damien Moreno）與提摩西·P·特雷拉（Timothy P. Trella）             | 獲獎 | [ 163 ]         |
| 2009年 | 2009年MTV電影大獎          | 最佳影片                           | 《鋼鐵人》                                                              | 提名 | [ 164 ]         |
| 2009年 | 2009年MTV電影大獎          | 最佳電影男演員                     | 小勞勃·道尼                                                             | 提名 | [ 164 ]         |
| 2009年 | 第35屆土星獎               | 最佳科幻電影                       | 《鋼鐵人》                                                              | 獲獎 | [ 165 ] [ 166 ] |
| 2009年 | 第35屆土星獎               | 最佳電影男主角                     | 小勞勃·道尼                                                             | 獲獎 | [ 165 ] [ 166 ] |
| 2009年 | 第35屆土星獎               | 最佳電影女主角                     | 葛妮絲·派特洛                                                           | 提名 | [ 165 ] [ 166 ] |
| 2009年 | 第35屆土星獎               | 最佳電影男配角                     | 傑夫·布里吉                                                             | 提名 | [ 165 ] [ 166 ] |
| 2009年 | 第35屆土星獎               | 最佳導演                           | 強·法夫洛                                                               | 獲獎 | [ 165 ] [ 166 ] |
| 2009年 | 第35屆土星獎               | 最佳劇本                           | 馬克·弗格斯、霍克·奧斯比、艾特·馬柯姆與麥特·霍洛威                      | 提名 | [ 165 ] [ 166 ] |
| 2009年 | 第35屆土星獎               | 最佳配樂                           | 拉敏·賈瓦帝                                                             | 提名 | [ 165 ] [ 166 ] |
| 2009年 | 第35屆土星獎               | 最佳視覺效果                       | 《鋼鐵人》                                                              | 提名 | [ 165 ] [ 166 ] |
| 2009年 | 2009年雨果獎               | 最佳戲劇表現（長篇）               | 《鋼鐵人》                                                              | 提名 | [ 167 ]         |

影評人羅傑·伊伯特與理察·科利斯將《鋼鐵人》評為他們最喜歡的2008年電影之一。美國電影學會將電影選入2008年年度十大佳片之一。《帝國雜誌》也將該片選為「有史以來最棒的500部電影」之一。主角東尼·史塔克也在《帝國雜誌》評選的「有史以來最棒的100位電影角色」和Fandomania.com評選的「有史以來最棒的100位虛構角色」名單上榜上有名。

## 續集
續集《鋼鐵人2》同樣由強·法夫洛執導，編劇改為賈斯汀·塞洛克斯，小勞勃·道尼、葛妮絲·派特洛、山繆·傑克森與克拉克·格雷格分別回歸飾演東尼·史塔克 / 鋼鐵人、小辣椒·波茲、神盾局局長尼克·福瑞與神盾局探員菲爾·考森。唐·奇鐸取代泰倫斯·霍華飾演羅德上校。米基·洛克與山姆·洛克威爾在片中飾演反派伊凡·萬科和賈斯汀·漢默，而史嘉蕾·喬韓森則負責飾演神盾局探員娜塔莎·羅曼諾夫。該片的主體拍攝於2009年4月6日至7月18日間進行，為期71天。《鋼鐵人2》於2010年5月7日在美國上映。

## 額外資料
- John Rhett Thomas. . Titan Books Limited. 2018-10-09  [2020-01-31]. ISBN 978-1-78565-950-8. （原始内容存档于2021-05-11）.
  - 中譯本：約翰·瑞特·湯瑪斯 著. . 由甘鎮隴翻译. 台灣: 尖端. 2019-04-30. ISBN 9789571085289 （中文（臺灣））.
- Witmer, Jon D. . American Cinematographer（英语：American Cinematographer）. May 2008, 89 (5): 32-36, 38-43 （英语）.ProQuest 2587891463

## 外部連結
- 官方网站
- 互联网电影数据库（IMDb）上《鋼鐵人》的资料（英文）
- 爛番茄上《鋼鐵人》的資料（英文）
- Metacritic上《鋼鐵人》的資料（英文）
- Box Office Mojo上《鋼鐵人》的資料（英文）
- AllMovie上《鋼鐵人》的资料（英文）
- TCM电影资料库上《鋼鐵人》的资料（英文）
- 開眼電影網上《鋼鐵人》的資料（繁體中文）
- 豆瓣电影上《鋼鐵人》的資料 （简体中文）
- 时光网上《鋼鐵人》的資料（简体中文）